# Fusil de combate

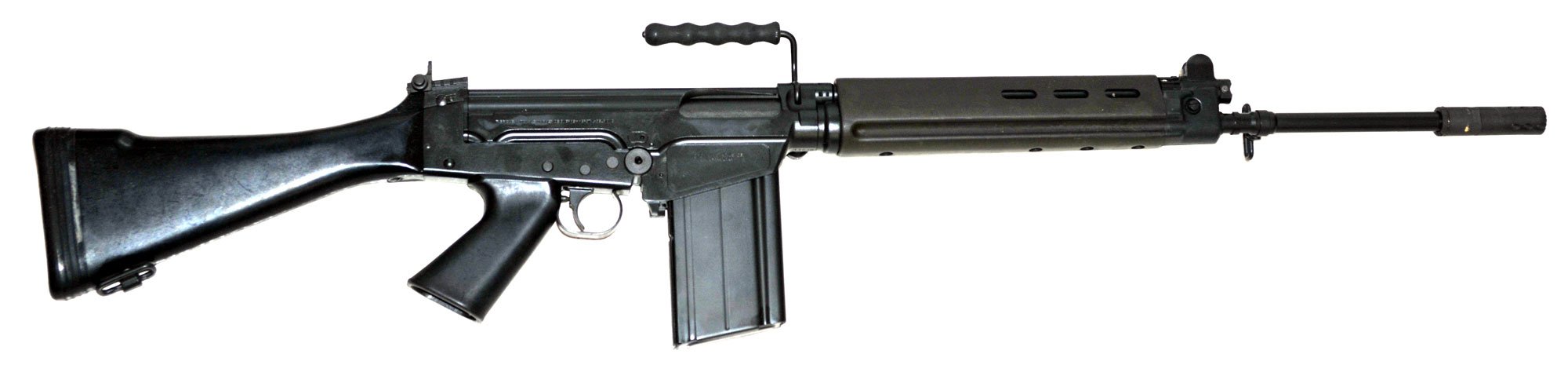
FN FAL

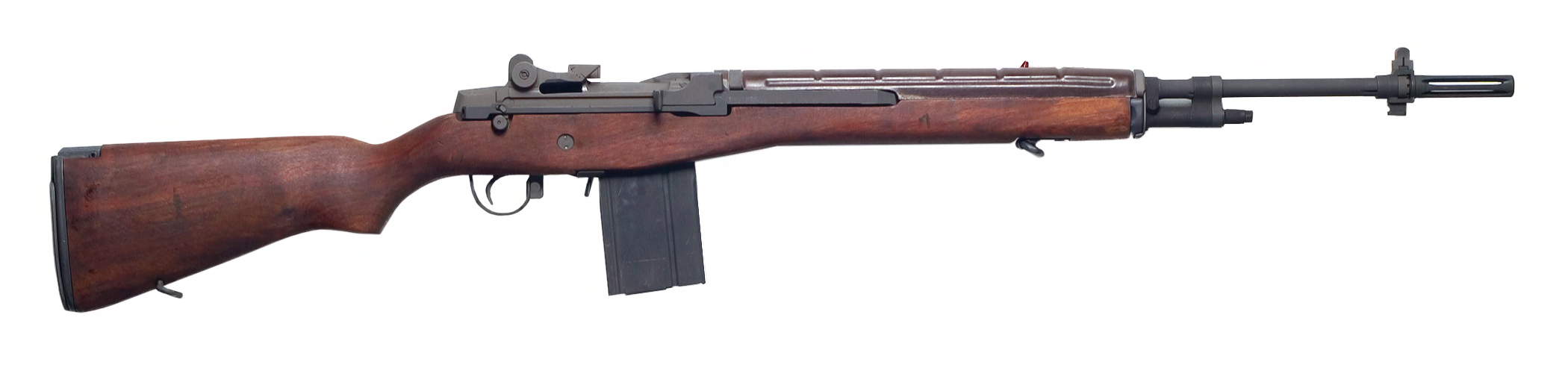
M14

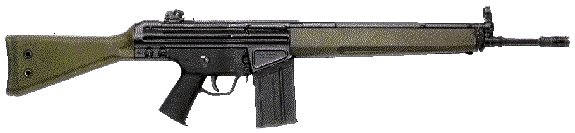
Heckler & Koch G3

El fusil de combate, cuyo nombre en inglés es "battle rifle", es un tipo de fusil militar de uso generalizado en los ejércitos del mundo hasta la paulatina implantación del fusil de asalto. Generalmente en Occidente el calibre utilizado ha sido el 7,62 × 51 mm OTAN y su homólogo soviético, el 7.62 × 54 mm R en los países que formaron parte del Pacto de Varsovia.
El fusil de combate es de mayor calibre y alcance que el fusil de asalto. Y por lo tanto, más adecuado para disparos de cierto alcance, considerándose eficaces a 700 metros o más. Sin embargo, no suele ser apto para disparar en ráfagas debido a la dificultad que su calibre de gran potencia presenta a la hora de controlar el enorme retroceso producido por el arma.
Sin embargo, estadísticamente se ha concluido que la mayoría de combates se realizan a la mitad o menos de esa distancia. Dentro de esas distancias más cortas, que van de 100 a 200 metros, el fusil de asalto tiene alcance y potencia adecuados, y además aventaja al fusil de combate en cuanto al peso inferior de la munición y del arma en sí misma. Especialmente, el control del retroceso del arma sobre todo disparando en ráfaga. El menor peso y tamaño de la munición permite llevar al operador del arma el doble de cartuchos con el mismo peso.
A pesar de la entrada de los fusiles de asalto, muchos ejércitos siguen utilizando estas armas, por diferentes motivos, entre ellos por falta de presupuesto o por considerarlos adecuados para continuar en servicio. De hecho, los conflictos recientes en Afganistán han puesto de manifiesto la utilidad táctica de estos fusiles, puesto que las distancias de contacto son superiores a las de otros conflictos. Además la energía cinética del proyectil permite penetrar mejor paredes u otros obstáculos en los que el enemigo pudiese querer parapetarse. Las recientes innovaciones en protección balística hacen creer que el calibre 5,56 × 45 mm OTAN no tiene el poder de detención suficiente.

## Primera Guerra Mundial

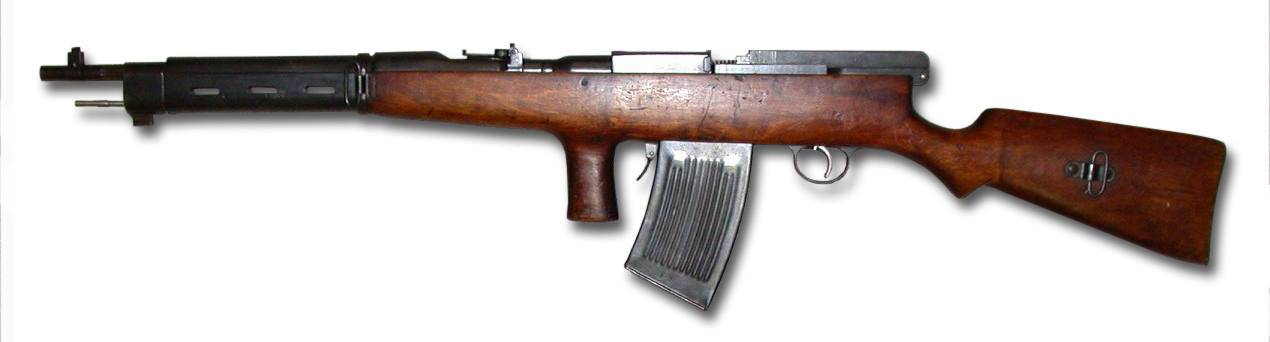
Fedorov 1916.

Durante la Primera Guerra Mundial, todos los ejércitos del mundo estaban equipados con rifles de cerrojo, y la idea de disparar completamente automático en un diseño que fuera lo suficientemente liviano y controlable para ser utilizado por un solo soldado se consideró algo extremadamente útil en las condiciones estáticas de la guerra de trincheras. El Imperio Ruso produjo el primer rifle de batalla del mundo, el Fedorov Avtomat, que era de fuego selectivo y disparaba la munición 6,5 mm Arisaka, de poca potencia, desde un cargador de caja de 25 balas. Solo alrededor de 100 fueron producidos y utilizados durante la guerra  antes de que la Guerra Civil Rusa obligara a Rusia a retirar sus fuerzas en 1917, por lo que hay una ausencia de informes sobre la eficacia de combate de los rifles Fedorov, pero se siguieron produciendo hasta 1925. Los rifles Fedorov también se utilizaron en cantidades limitadas durante las etapas iniciales de la Guerra de Invierno.

## Segunda Guerra Mundial
Los fusiles de batalla fueron de gran importancia durante la Segunda Guerra Mundial, con los Estados Unidos, la Unión Soviética, la Alemania nazi y el Imperio Japonés todos produciéndolos de alguna manera, y se produjeron millones durante esta era, pero en general, con la única excepción de Estados Unidos, donde los rifles de cerrojo eran mucho más comunes.

### M1 Garand

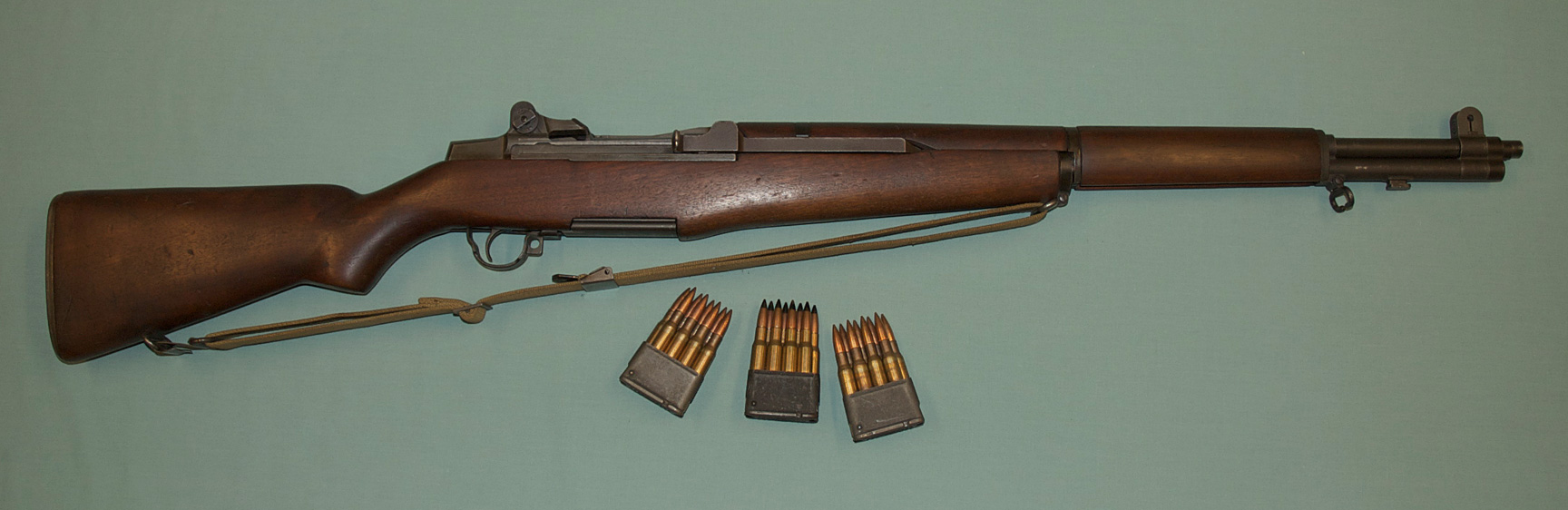

Al estallar la Segunda Guerra Mundial, Estados Unidos era la única nación del mundo que había adoptado formalmente un fusil de combate como su rifle de servicio. El M1 Garand utiliza munición calibre .30-06 Springfield y se carga desde un clip de ocho balas en bloque. Cuando estaba vacío, este clip se expulsaba hacia arriba del rifle, produciendo un sonido distintivo de ping en el proceso. La adopción del fusil de batalla  permitió a los fusileros estadounidenses ofrecer una potencia de fuego mucho mayor que sus enemigos, pero era algo más pesado que el Springfield M1903, al cual reemplazó. Además, al insertar un nuevo clip en el rifle, el tirador podía atascarse el pulgar en el cerrojo, una condición conocida como "Garand Thumb". El Garand continuó teniendo servicio de primera línea durante la guerra de Corea, además de tener un servicio limitado durante la guerra de Vietnam (como fusil de francotirador, equipado con una mira telescópica). Sirvió también como base para la creación del Fusil M14.

### SVT-40

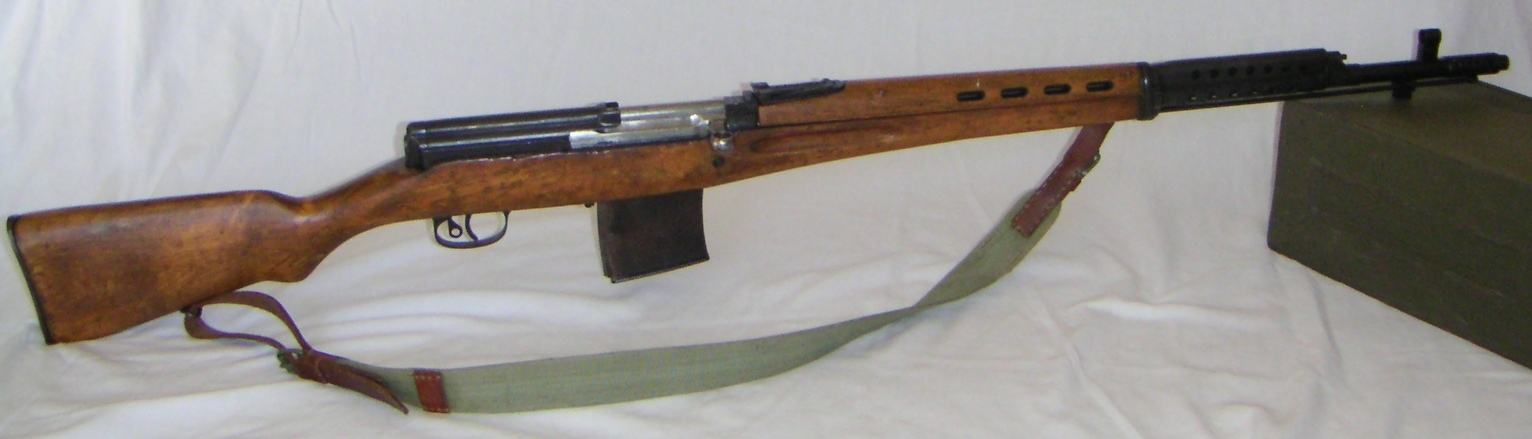

La Unión Soviética diseñó y fabricó un fusil de combate importante, el SVT-40, que fue diseñado por Fiódor Tokarev, quien también es conocido por crear la pistola Tokarev TT-33. Utiliza el cartucho de 7.62×54mm R y se recarga mediante un cargador de 10 tiros, aunque también tenía el cajon de mecanismos abierto, lo que significa que también podía cargarse con cintas de 5 tiros, los mismos que se usan en el fusil de cerrojo Mosin Nagant. El rendimiento del SVT fue en general insatisfactorio, debido en gran parte a su falta de fiabilidad, en particular a que necesitaba una limpieza frecuente, la culata era de mala calidad y era costoso de fabricar. No obstante, se produjeron más de 1 millón de rifles y continuó en servicio hasta el final de la guerra. Al igual que el Mosin, fue reemplazado por el AK-47 poco después de la Segunda Guerra Mundial. También sirvió en la guerra de Vietnam, siendo enviado por la Unión Soviética entre otras cosas, como apoyo militar hacia el Vietcong. Una variante de fuego selectivo llamada AVT-40 también se produjo en cantidades limitadas donde las ametralladoras regulares como la DP-27 no estaban disponibles, pero la poca capacidad del cargador (10 tiros) y el enorme retroceso debido a la potencia de la munición la hizo inadecuada para el fuego completamente automático.

### FG-42

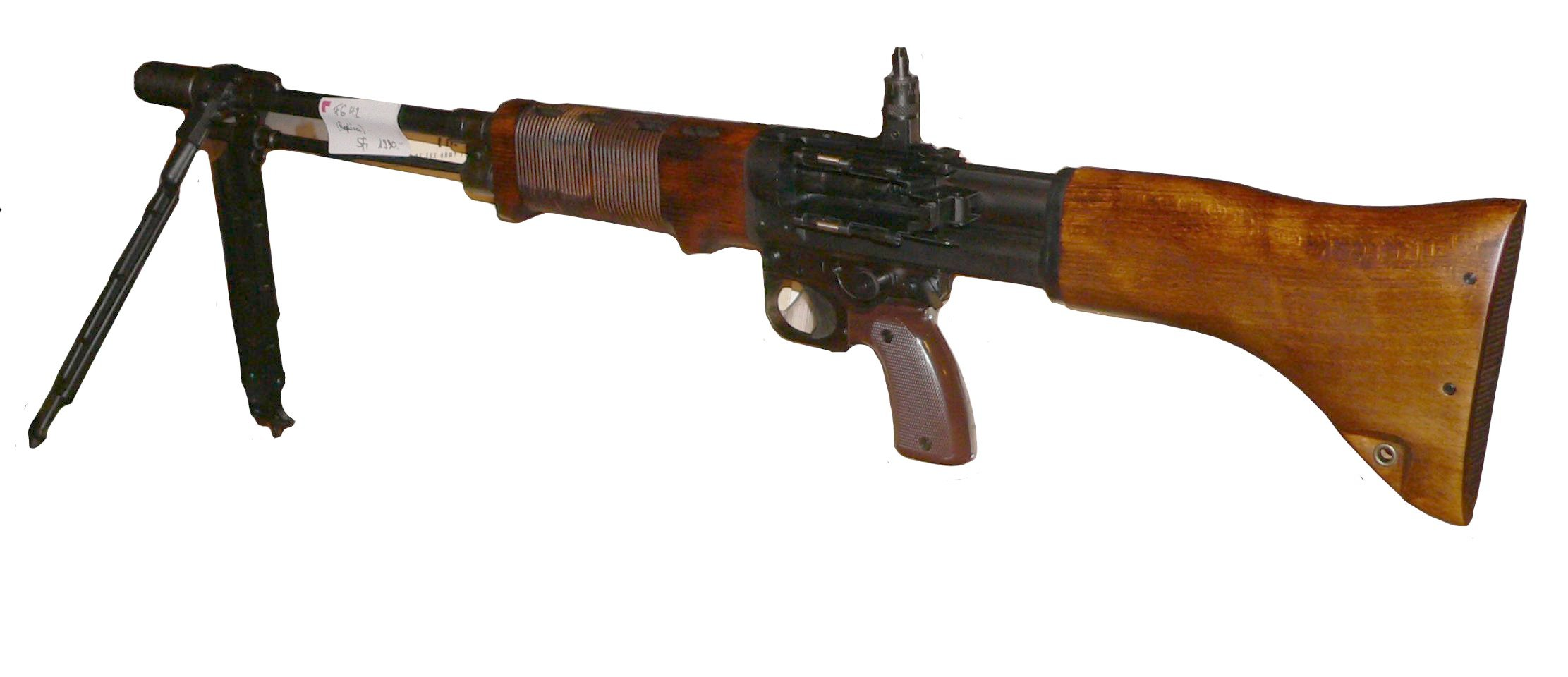

La Alemania nazi fue responsable de una gran cantidad de armamento experimental durante la guerra. Entre ellos se encontraba el FG-42, un fusil construido específicamente para los Fallschirmjäger (paracaidistas). El fusil estaba pensado para cumplir múltiples roles, en el que se usaría durante las primeras etapas de una operación aerotransportada, antes de que se pudieran enviar armas más pesadas, como por ejemplo las ametralladoras MG-42.  El FG-42 era un fusil de fuego selectivo, que tenía un cargador de 20 cartuchos que se cargaba a la izquierda del rifle, y usaba el cartucho Mauser de 7,92x57mm . Se utilizó por primera vez durante la Batalla de Rodas (1943), y continuó viendo un servicio limitado hasta el final de la guerra, con un total de alrededor de 7,000 producidos. Los observadores de la posguerra quedaron muy impresionados con el rifle, lo que resultó en el fusil prototipo fallido EM-2 británico, y la ametralladora estadounidense M60, que fue designada como la ametralladora estándar en los EE. UU. durante la guerra de Vietnam. Ambos diseños fueron fuertemente influenciados por el FG-42. 

### Gewehr 41 y 43

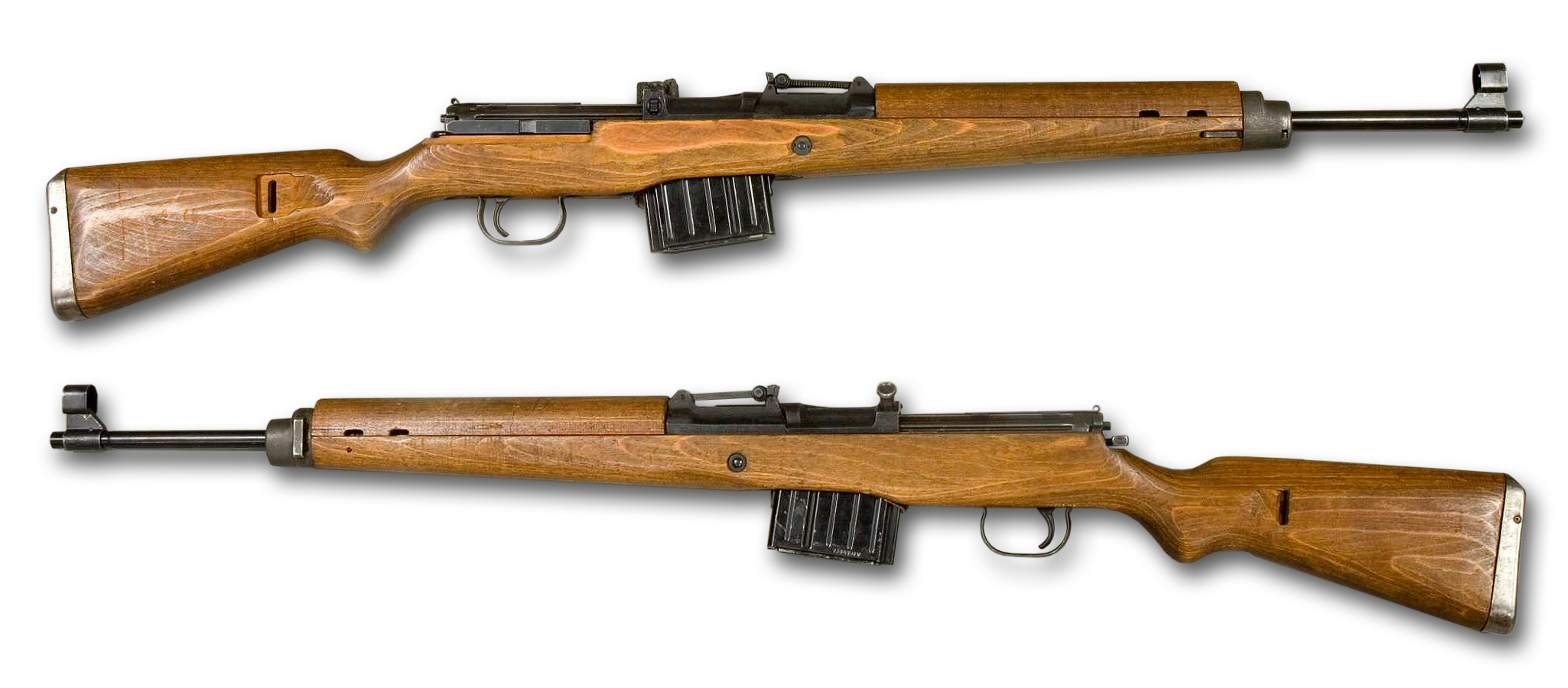

Durante la batalla en el Frente del Este, los nazis capturaron varios fusiles semiautomáticos SVT-40 soviéticos. Al probarlos, se dieron cuenta de que tenían una capacidad de fuego muy superior comparado a sus fusiles de cerrojo Kar98k, por lo que el alto mando decidió copiar el diseño del SVT-40 y fabricar un fusil propio. En un principio, se presentó un diseño desarrollado por Mauser, denominado Gewehr 41. Este tenía un cargador interno de 10 tiros, cargado con 2 peines de 5 cartuchos calibre 7,92x57mm cada uno. Después de varias pruebas en campo de tiro finalmente se decidió producirlo en masa, pero no tuvo el éxito esperado en el campo de batalla. En 1942, se le encargó a Walther que revisara y mejorara el diseño, el cual se lo renombró Gewehr 43. Se produjeron alrededor de 145,000 antes de que se trabajara en el diseño de Mauser y se convirtiera en el Gewehr 43. Externamente, los dos rifles parecen casi idénticos, y la principal diferencia que los distingue es que el G43 se recarga con cargadores de caja externos (10 tiros) y tiene un pistón de carrera corta, mientras que el G41 usa el mismo sistema que el fusil M1922 Bang. Se construyeron más de 400.000 G43.

### Tipo 4

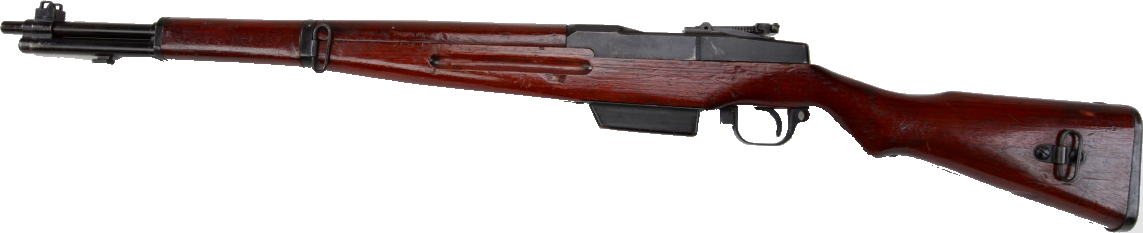

Durante la guerra del Pacífico, el Imperio de Japón creó el rifle Tipo 4, también conocido como Tipo 5, para actuar como un contraataque al estadounidense M1 Garand. Si bien los intentos iniciales se hicieron como copias rudimentarias del Garand, se descubrió que la ronda japonesa Arisaka de 7.7x58 mm no respondía bien a la instalación en las partes internas del Garand, por lo que el diseño de clip en bloque del Garand fue reemplazado por un cargador interno de 10 rondas, cargado con clips de estríper, como se vio en el alemán Gewehr 41. Solo se construyeron 250, en 1945, cuando el Ejército Imperial Japonés ya estaba en su punto de quiebre, y la producción cesó con la rendición en agosto de ese año.

## Guerra fría

### FN FAL

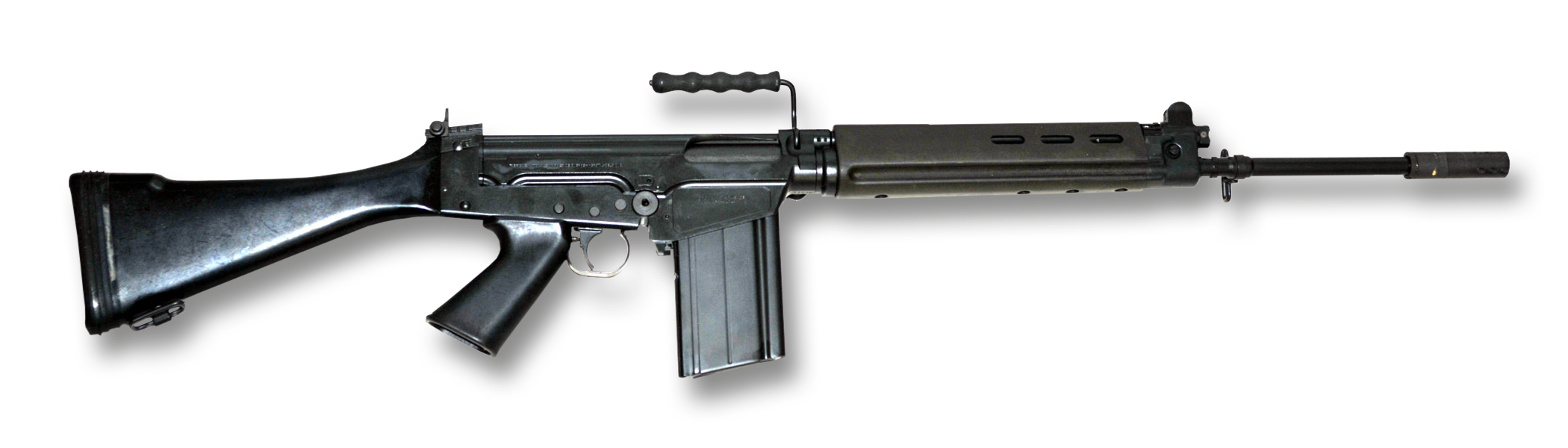

El fusil de batalla más duradero de la Guerra Fría es el FN FAL. El FAL es un fusil de tiro selectivo, producido por la empresa belga FN Herstal, que dispara la munición 7,62 x 51 mm OTAN desde cargadores extraíbles rectos de 20 o 30 tiros. Empezó a producirse por primera vez en 1953, cuando las Fuerzas Armadas de la Rusia Soviética (y posteriormente los países que formaron parte del Pacto de Varsovia, creado en 1955), recién empezaban a ser equipadas con los fusiles AK-47, mientras que la mayoría de los países que conformaban recientemente la OTAN usaban fusiles de diseño propio. Por ejemplo, el Reino Unido utilizó el fusil Lee-Enfield, Estados Unidos tenía el M1 Garand, y Francia tenía el fusil MAS-49. Se pretendía que el FAL sea el fusil estándar de la OTAN, sin embargo, Estados Unidos, (principal socio y fundador), decidió no adoptarlo, principalmente porque su propio diseño, el fusil M14, era más liviano, menos complejo internamente, y venía siendo desarrollado sobre la base del Garand, con lo cual ahorraba costos de fabricación, además de que beneficiaba a Estados Unidos financieramente al producirlo a nivel nacional. A pesar de eso, al momento de su creación, fue igualmente aceptado y adoptado por varios países de la OTAN, entre ellos Bélgica, Luxemburgo, Holanda, entre otros. El Reino Unido fabricó su propia versión del FAL, el fusil semiautomático L1A1 SLR. Aunque los fusiles de asalto se volvieron más comunes en la actualidad, el FAL todavía está en servicio activo en muchas naciones (ninguna de las cuales forman parte de la OTAN), sobre todo Brasil. En total, el FAL ha sido utilizado por más de 90 países, y se han producido más de siete millones, lo que le hizo ganar su apodo no oficial: "El brazo derecho del mundo libre''.

### M14

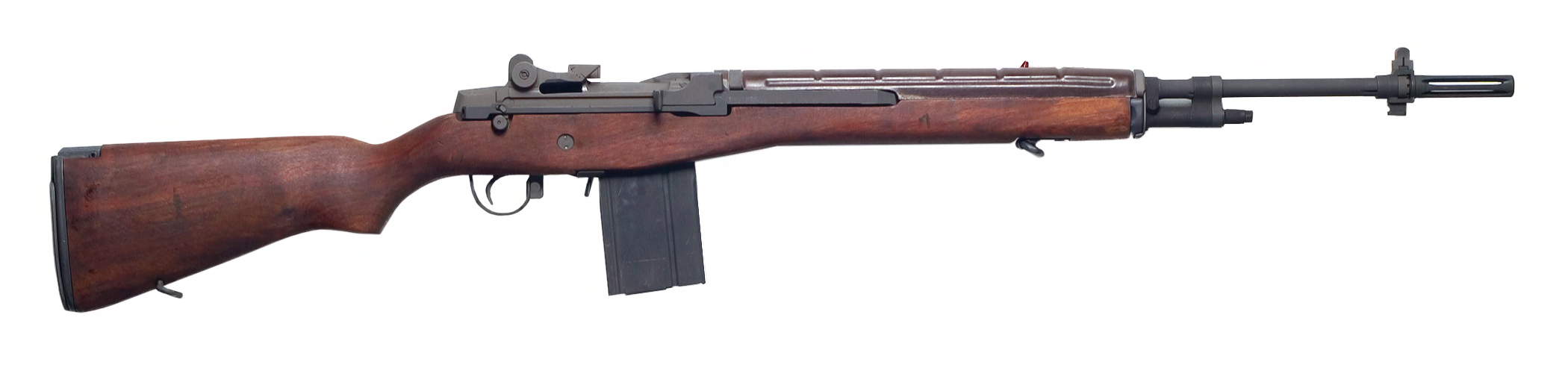

El fusil M14 es un diseño estadounidense, hecho para reemplazar al M1 Garand, que se utilizó como base para el M14. Es un arma completamente automática, que dispara 7,62 x 51 mm OTAN, alimentado desde cargadores rectos de 20 tiros, y se usó principalmente durante la guerra de Vietnam, pero una vez desplegada en combate, hubo quejas sobre el rendimiento del arma, predominantemente que era demasiado difícil de controlar en modo completamente automático, su perfil era demasiado largo y el arma generalmente no era confiable: un informe del Departamento de Defensa de 1962 lo describió como "completamente inferior" al M1 Garand. El M14 finalmente fue reemplazado por el rifle de asalto M16. Lo cual fue una decisión controvertida: el proyectil más débil del M16, combinado con el hecho de que era mucho más pequeño y liviano, además de que el fusil estaba hecho casi en su totalidad de plástico, llevó a algunos soldados a llamar sarcásticamente al rifle 'Mattel 16'. A pesar de las deficiencias iniciales, sin embargo, el M16 permanece en el servicio militar estadounidense hasta el día de hoy, y es el rifle más producido en su calibre.

## Uso contemporáneo

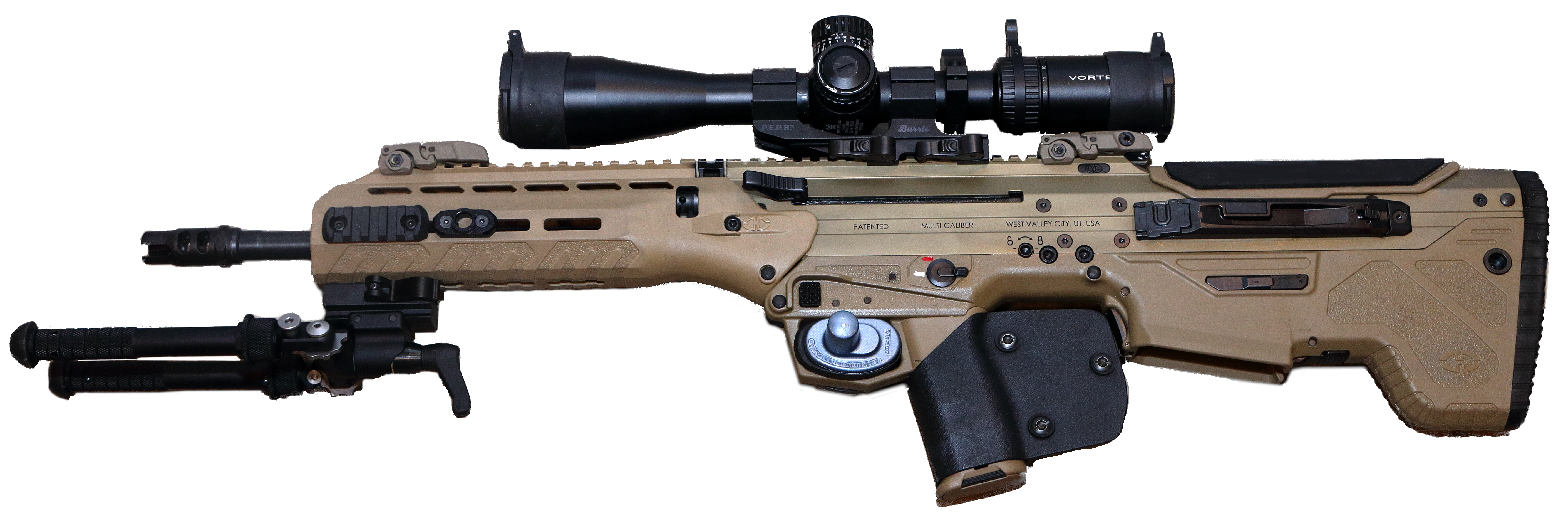

Después de que Estados Unidos adoptó formalmente el rifle M16, se sentó el precedente. Debido a que eran más controlables, mucho más livianos y aún ofrecían niveles aceptables de penetración, los cartuchos intermedios se consideraron una mejor opción, y gradualmente los rifles de batalla comenzaron a ser reemplazados por armas como Steyr AUG, Heckler & Koch G36 y FAMAS. Sin embargo, los rifles de batalla continúan usándose en ciertos roles donde se aprecia el poder adicional, por ejemplo, los tiradores designados en la Bundeswehr usan la variante del HK417, el G28.  Otros ejemplos de rifles de batalla contemporáneos incluyen el FN SCAR-H, el fusil de batalla mejorado Mk 14, Desert Tech MDRx e IWI Tavor 7 .

## Lista de rifles de batalla
- Fedorov Avtomat
- FG 42
- FN FAL
- HKG3
- HK417
- Rifle de carga automática L1A1
- M1 Garand
- Fusil M14
- Rifle de batalla mejorado Mk 14